# Élection présidentielle roumaine de 2004
L'élection présidentielle roumaine de 2004 s'est tenue les 28 novembre et 12 décembre 2004. Traian Băsescu est élu pour un premier mandat face à Adrian Năstase.

## Mode de scrutin
Le Président de la Roumanie est élu au scrutin uninominal majoritaire à deux tours pour un mandat de quatre ans renouvelable une seule fois. Est élu le candidat qui réunit la majorité absolue des suffrages du total des électeurs inscrits sur les listes électorales. A défaut, un second tour est organisé entre les deux candidats arrivés en tête, et celui recueillant le plus de suffrages est déclaré élu,.
Les résultats sont validés par la Cour constitutionnelle. Le président élu prête ensuite serment devant la Chambre des Députés et le Sénat, réunis en séance commune.
Il s'agit de la dernière élection présidentielle roumaine à voir le President élu pour un mandat de quatre ans. La révision constitutionnelle de 2003, effective en 2004, a en effet portée la durée du mandat à cinq ans.

## Résultats
| Candidat                                | Parti                                   | Parti                                   | Premier tour | Premier tour | Seconde tour | Seconde tour |
| Candidat                                | Parti                                   | Parti                                   | Votes        | %            | Votes        | %            |
| --------------------------------------- | --------------------------------------- | --------------------------------------- | ------------ | ------------ | ------------ | ------------ |
| Traian Băsescu                          |                                         | PNL-PD                                  | 3 545 236    | 33,9         | 5 126 794    | 51,23        |
| Adrian Năstase                          |                                         | PSD-PUR                                 | 4 278 864    | 40,9         | 4 881 520    | 48,77        |
| Corneliu Vadim Tudor                    |                                         | PRM                                     | 1 313 714    | 12,6         |              |              |
| Béla Markó                              |                                         | UDMR                                    | 533 446      | 5,1          |              |              |
| Gheorghe Ciuhandu                       |                                         | PNȚCD                                   | 198 394      | 1,9          |              |              |
| George Becali                           |                                         | PNG                                     | 184 560      | 1,8          |              |              |
| Petre Roman                             |                                         | FD                                      | 140 702      | 1,4          |              |              |
| Gheorghe Dinu                           |                                         | Indépendant                             | 113 321      | 1,1          |              |              |
| Marian Petre Miluț                      |                                         | AP                                      | 43 378       | 0,4          |              |              |
| Ovidiu Tudorici                         |                                         | URR                                     | 37 910       | 0,4          |              |              |
| Aurel Rădulescu                         |                                         | APCD                                    | 35 455       | 0,3          |              |              |
| Alexandru Raj Tunaru                    |                                         | PTD                                     | 27 225       | 0,3          |              |              |
| Votes invalides/blancs                  | Votes invalides/blancs                  | Votes invalides/blancs                  | 339 010      | –            | 103 245      | –            |
| Total                                   | Total                                   | Total                                   | 10 791 215   | 100          | 10 111 559   | 100          |
| Taux de participation/électeurs inscrit | Taux de participation/électeurs inscrit | Taux de participation/électeurs inscrit | 18 449 344   | 58,5         | 18 316 104   | 55,2         |